# Ron Goodwin
Ronald Alfred 'Ron' Goodwin (Plymouth, 17 februari 1925 – Brimpton Common, 8 januari 2003) was een Britse filmcomponist en dirigent.

## Biografie
Goodwin ging naar de Willesden County Grammar School in het noordwesten van Londen. Al op jonge leeftijd leerde hij piano en trompet spelen. Op 14-jarige leeftijd (1939) richtte hij de dansband The Woodchoppers op, wiens openingsmelodie Woody Herman's swingende At the Woodchoppers Ball was. Het orkest bereikte al snel een semi-professionele status en nam deel aan verschillende competities. Als componist was Goodwin een autodidact die in zijn vroege werk als kopiist bij de muziekuitgeverij Campbell Connelly de kundigheid kreeg als arrangeur. Op 24-jarige leeftijd (1949) nam Goodwin zijn eerste twee platen op als dirigent voor de zangeres Petula Clark, wat een enorm succes was in Australië. Een verrassend succes was een cover van Goodwins Nat King Cole-nummer Too Young in 1950 voor de relatief onbekende zanger Jimmy Young, voor wie hij nog vijftien platen zou dirigeren. Vanaf dat moment werd de naam van Ron Goodwin gevestigd in de Britse muziekwereld en zijn platen verschenen onder de naam Ron Goodwin and his Orchestra. Het orkest bestond uit maximaal 42 muzikanten, die hij persoonlijk had uitgekozen.
In 1951 begon hij enkele platen op te nemen voor de producent George Martin. Het grootste succes was de bewerking van de titelmelodie uit Charlie Chaplins Limelight, die #3 bereikte in de Britse hitlijsten in 1953 en 18 weken in de top 10 bleef. Goodwin componeerde zijn eerste filmmuziek voor de film The Black Lorelei, gemaakt in Duitsland in 1958. Een van zijn vroege filmcomposities was het hoofdthema in rococostijl uit de vier Miss Marple-films Murder She Said (1961), Murder at the Gallop (1963), Murder Most Foul (1964) en Murder Ahoy (1964) met Margaret Rutherford. Goodwins compositie werd vooral bekend in Duitsland en de Scandinavische landen en bereikte daar zelfs de hitlijsten.
Goodwins definitieve internationale doorbraak kwam echter met de levendige muziek voor Those Magnificent Men in their Flying Machines uit 1965. Het hoofdthema ervan werd een populaire klassieker van Britse lichte muziek. In Groot-Brittannië was Goodwin vooral succesvol tijdens de jaren 1960 met zijn partituren voor oorlogsfilms, zoals 633 Squadron (1964), Operation Crossbow (1965) en Where Eagles Dare (1969). In 1969 verving hij William Walton als componist voor de uitgebreide oorlogsaflevering Battle of Britain van Guy Hamilton.
Andere Goodwin-films zijn onder meer The Day of the Triffids (1962), Lancelot and Guinevere (1963), Of Human Bondage (1964), The Trap (1966) (het coververhaal werd al jaren door de BBC gebruikt om de marathon in Londen uit te zenden), Monte Carlo of Bust (1969), The Executioner (1970) en Alfred Hitchcocks Frenzy (1972). In de Hitchcock-film verving Goodwin een bestaande partituur, dit keer van Henry Mancini. Tijdens de jaren 1970 schreef Goodwin ook de muziek voor enkele Disney-films, waarvan de ene het interessantst was voor Escape from the Dark (1976) vanwege het gebruik van een harmonieorkest (de bekende Grimethorpe Colliery Band). Hij componeerde ook de muziek voor One of Our Dinosaurs is Missing in 1975. Hij componeerde en regisseerde ook filmmuziek voor de Canadese tekenfilms The Selfish Giant en The Happy Prince.
De laatste filmproductie waarbij Ron Goodwin betrokken was, was de Deense cartoon Walhalla (1986). Naast zijn filmmuziek schreef Goodwin ook tal van werken voor de concertzaal, meestal in de vorm van miniaturen op een lichtere toon. Hij componeerde echter ook enkele langere suites, waaronder Drake 400 namens de stad Plymouth. Goodwin, die al jaren aan astma leed, keerde op 7 januari 2003 terug van zijn (32e) jaarlijkse kerst- en nieuwjaarsconcerttour door Zuid-Engeland met het Bournemouth Symphony Orchestra en overleed slechts een dag later.

## Overlijden
Ron Goodwin overleed in januari 2003 op bijna 78-jarige leeftijd. Goodwin had een zoon met zijn vrouw Heather. Hij ontving driemaal de Ivor Novello Award, meest recentelijk in 1994 voor zijn levenswerk.

## Filmografie
- 1958: Man with a Gun
- 1959: I'm All Right Jack
- 1959: Whirlpool
- 1960: The Trials of Oscar Wilde
- 1960: Village of the Damned
- 1961: Murder She Said
- 1961: Partners in Crime
- 1961: Man at the Carlton Tower
- 1961: Johnny Nobody
- 1961: Invasion Quartet
- 1961: Village of Daughters
- 1962: I Thank a Fool
- 1962: Kill or Cure
- 1962: Postman's Knock
- 1962: The Day of the Triffids
- 1963: Lancelot and Guinevere
- 1963: Follow the Boys
- 1963: Murder at the Gallop
- 1963: Ladies Who Do
- 1964: Children of the Damned
- 1964: Murder Most Foul
- 1964: Murder Ahoy
- 1964: Of Human Bondage
- 1964: 633 Squadron
- 1965: Those Magnificent Men in their Flying Machines
- 1965: The Alphabet Murders
- 1965: The Early Bird
- 1965: Operation Crossbow
- 1966: The Trap
- 1966: That Riviera Touch
- 1968: Mister Ten Per Cent
- 1967: The Magnificent Two
- 1968: Submarine X-1
- 1968: Where Eagles Dare
- 1968: Decline and Fall... of a Birdwatcher
- 1969: Monte Carlo or Bust
- 1969: Battle of Britain
- 1970: The Executioner
- 1971: The Selfish Giant
- 1972: Frenzy
- 1973: Gawain and the Green Knight
- 1974: The Happy Prince
- 1974: Diamonds on Wheels
- 1974: Deadly Strangers
- 1975: One of Our Dinosaurs is Missing
- 1975: Spanish Fly
- 1976: Escape from the Dark
- 1976: Beauty and the Beast
- 1977: Born to Run
- 1977: Candleshoe
- 1978: Force 10 from Navarone
- 1979: Unidentified Flying Oddball
- 1983: Clash of Loyalties
- 1986: Valhalla

- Bibsys: 6073762
- Biblioteca Nacional de España: XX1486585
- Bibliothèque nationale de France: cb13894607v (data)
- Gemeinsame Normdatei: 134667239
- International Standard Name Identifier: 0000 0001 0880 217X
- Library of Congress Control Number: n82155101
- Nationale Bibliotheek van Letland: 000114286
- MusicBrainz: 8615457f-5a4c-4946-980d-d2e9fe480f38
- Nationale Bibliotheek van Tsjechië: xx0172809
- Nationale Bibliotheek van Israël: 987007274445205171
- Nederlandse Thesaurus van Auteursnamen: 071944818
- Système universitaire de documentation: 060288523
- Museum of New Zealand Te Papa Tongarewa: 27887
- Virtual International Authority File: 24787181
- WorldCat: E39PCjKJJyBPChQjttr9gGppT3